# Humanitas Prize
L'Humanitas Prize è un premio per la scrittura di film e televisione destinati a promuovere la dignità umana e la libertà. È nato nel 1975 con Padre Ellwood Kieser, fondatore della Paulist Productions, ma non è indirizzato specificamente al cinema o alla televisione religiosa. Il premio si distingue da onori simili per gli sceneggiatori per il premio in denaro, una somma compresa tra i 10 e i 25.000 dollari.

## Storia
Nato principalmente come premio televisivo, i primi vincitori dell'Humanitas Prize sono stati annunciati al Today Show da Kieser, Ray Bradbury e Robert Abernathy nel 1975. A quel tempo i premi erano divisi in tre categorie, in base alla durata del programma (30, 60 o 90 minuti e più). Questi minutaggi tendono a corrispondere a comedy, drama e telefilm o miniserie. L'attuale sistema di assegnazione dei premi è suddiviso nelle categorie Prime Time TV 90 minuti, Prime Time TV 60 minuti, Prime Time TV 30 minuti, Azione live per bambini, Animazione per bambini, Lungometraggi e Sundance, con premi aggiuntivi che includono l'Angell Comedy Fellowship per gli studenti delle scuole di cinema. Il premio Kieser, una sorta di premio alla carriera, è stato istituito dopo la morte di Keiser alla fine del 2000. La categoria Premio speciale viene assegnata in modo irregolare, di solito agli autori di un programma di notizie o documentari, che altrimenti sarebbero esclusi dal premio; ad oggi il periodo più lungo senza il premio speciale è stato il periodo di 11 anni tra il 1995 e il 2006. Quando il premio è stato istituito, il comitato ha stabilito che lo scrittore era la fonte dei valori più umanizzanti in qualsiasi programma e che quindi doveva essere al centro dei premi. Sebbene gli elenchi dei vincitori del premio Humanitas per le categorie televisive spesso diano solo il nome del programma, il premio in realtà viene assegnato agli autori di episodi specifici e più di un episodio di un determinato spettacolo può essere tra i finalisti in un dato anno; allo stesso modo, i rapporti sulle categorie dei film spesso danno maggiore risalto al titolo del film, ma il premio va allo staff della sceneggiatura. Il maggior numero di vittorie, quattro, per un singolo programma è stato per gli scrittori della serie TV M*A*S*H. Nel 2010 Humanitas ha introdotto un nuovo programma chiamato "New Voices", progettato per aiutare gli scrittori televisivi emergenti. Il programma accoppia scrittori inesperti con i membri del consiglio di amministrazione Humanitas per vendere il loro lavoro alle reti televisive.